# ويليام هيوز فيلد
ويليام هيوز فيلد (بالإنجليزية: William Hughes Field)‏ هو محامي وسياسي نيوزلندي، ولد في 17 يوليو 1861 بوانجانوي في نيوزيلندا، وتوفي في 13 ديسمبر 1944 بويلينغتون في نيوزيلندا. حزبياً، نشط في الحزب الليبيرالي النيوزيلندي. وقد انتخب عضو مجلس النواب نيوزيلندا.